# Canard d'Amérique
Mareca americana
Espèce
Statut de conservation UICN

 LC  : Préoccupation mineure
Le Canard d'Amérique (Mareca americana syn. Anas americana), aussi appelé Canard à front blanc, ou Canard siffleur d'Amérique est une espèce d'oiseaux palmipèdes appartenant à la famille des Anatidae et à la sous-famille des Anatinae.

## Description
C'est l'équivalent américain du canard siffleur d'Europe dont il se distingue, outre la coloration du plumage nuptial du mâle, par un sifflet à trois notes, pour seulement deux au siffleur d'Europe. Les femelles des deux espèces sont très semblables. On les distingue par une teinte plus claire pour la femelle siffleur d'Amérique et une tête plus ronde que sa consœur d'Europe. Leur cri est similaire, une sorte de grognement grave et sourd composé de trois à quatre répétitions.

## Répartition
Cette espèce vit en Amérique du Nord. Elle n'est qu'accidentelle en Europe ou échappée d'élevages. On la rencontre l'été à l'intérieur des terres de l'Alaska au Canada (jusqu'au Québec) et à l'extrême nord de la partie rocheuse des États-Unis. En hiver, l'espèce migre dans les zones littorales de la Colombie-Britannique au Sud des États-Unis et au Mexique ainsi que dans certaines îles des Grandes Antilles.

## Population
La population mondiale est estimée à 2 700 000 individus matures (Partners in Flight 2019).

## Galerie

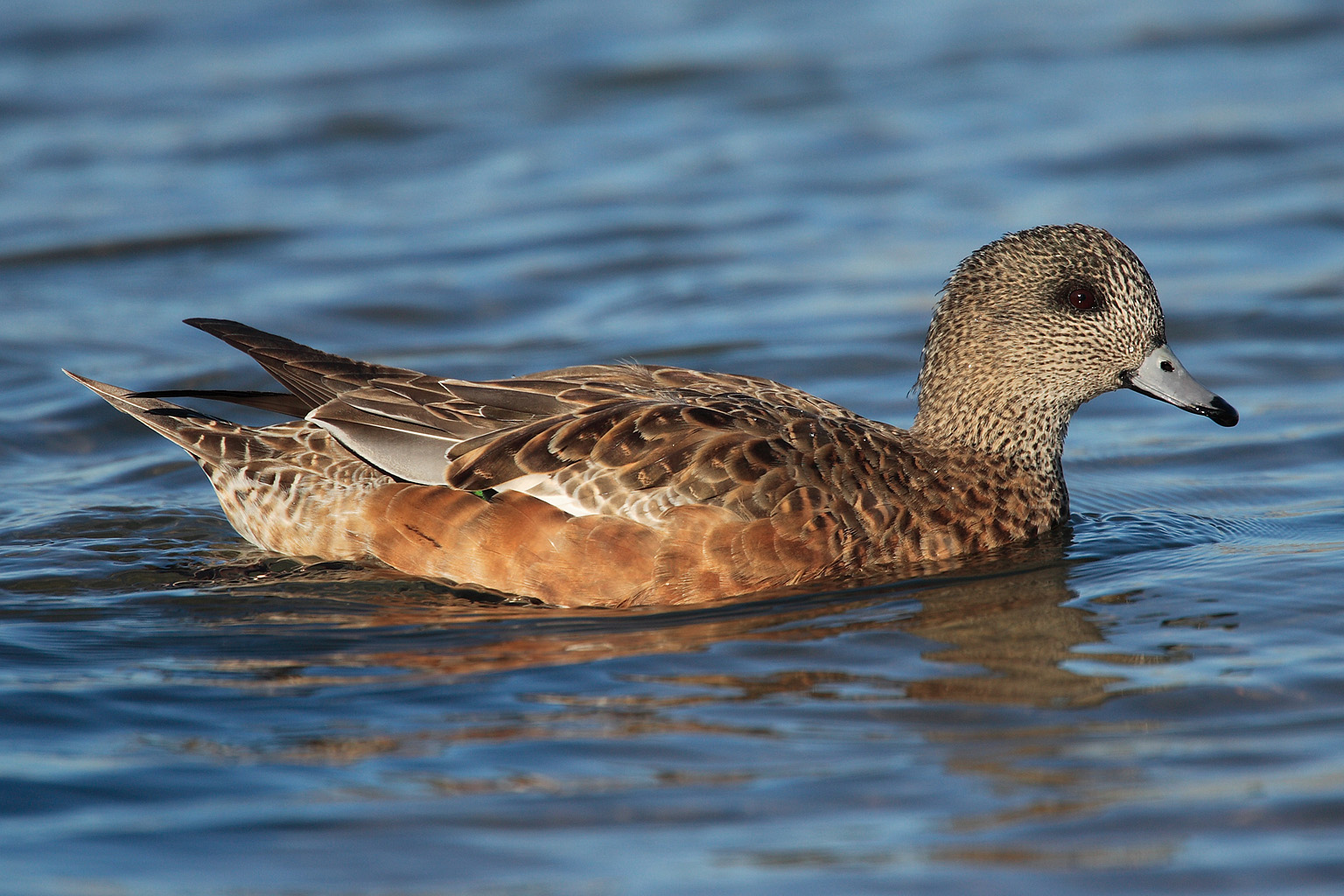
Une femelle
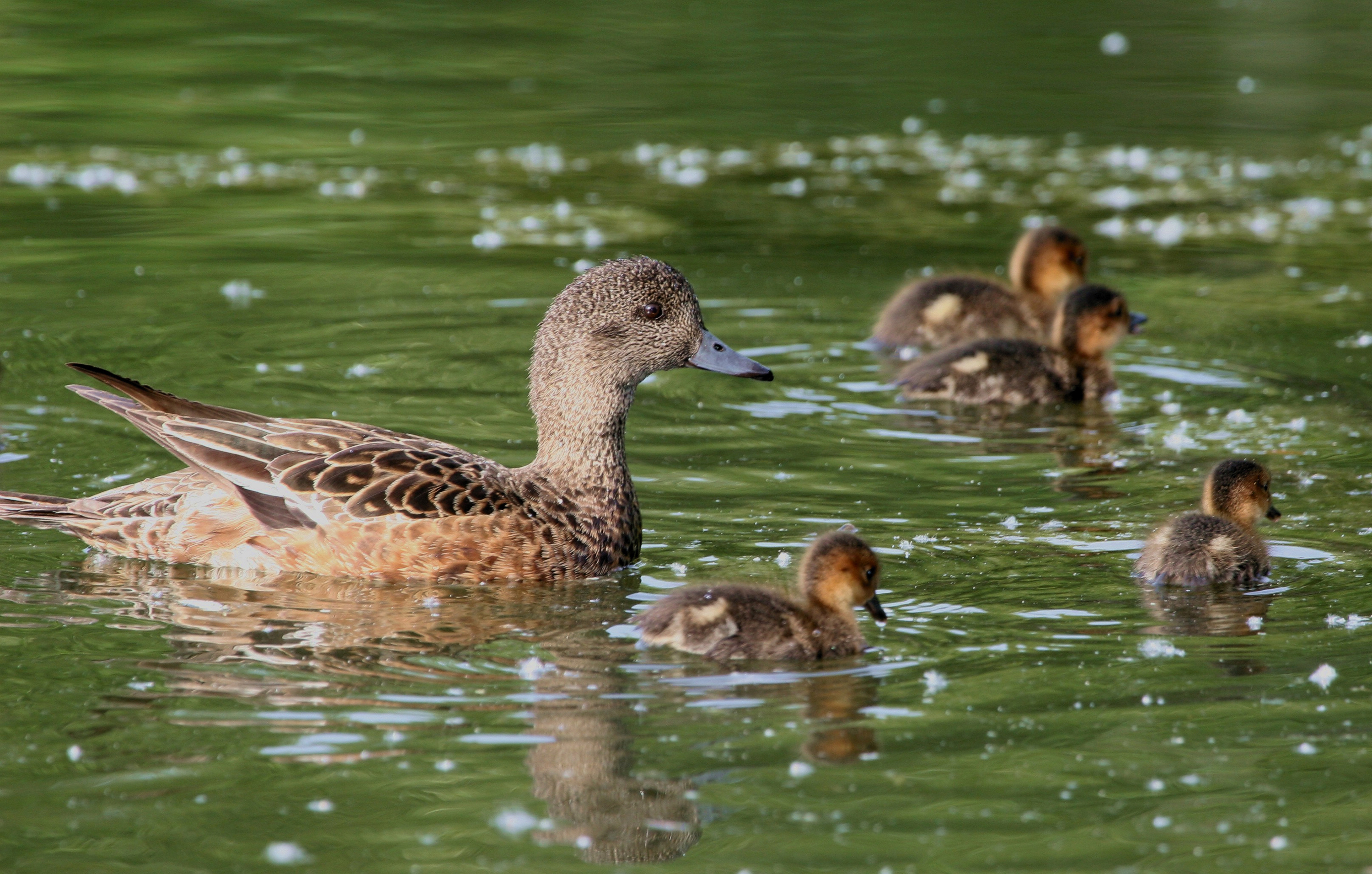
Une femelle et ses petits
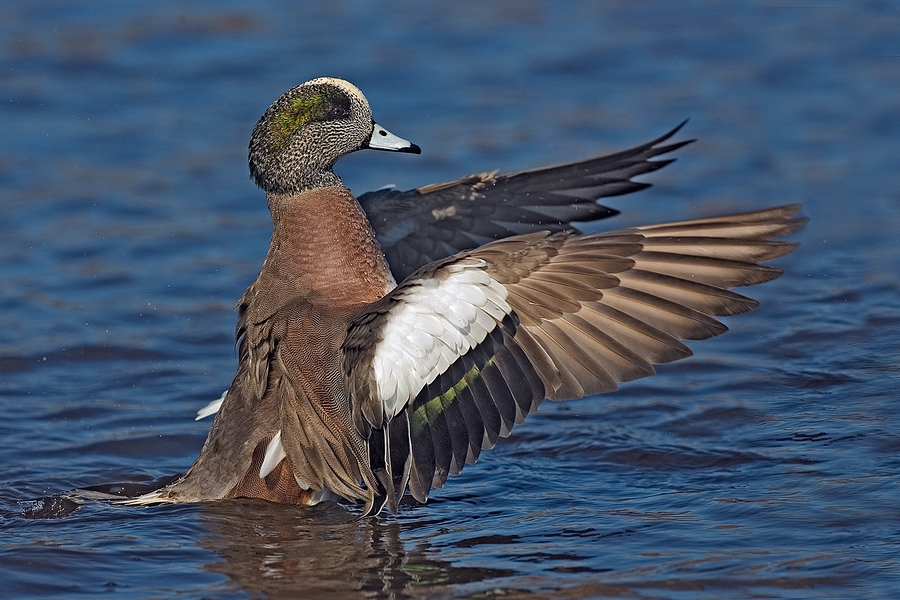